# Chiasso de' Baroncelli
Il chiasso de' Baroncelli è una strada del centro storico di Firenze, che va da via Lambertesca a piazza della Signoria. Lungo il tracciato si innestano il chiasso del Buco e la piazza de' Baroncelli. 

## Storia
La strada costeggia "come una profonda fessura" la loggia dei Lanzi e il complesso degli Uffizi, chiusa dall'altro lato da alte fabbriche e attraversata da numerosi archi rampanti. 

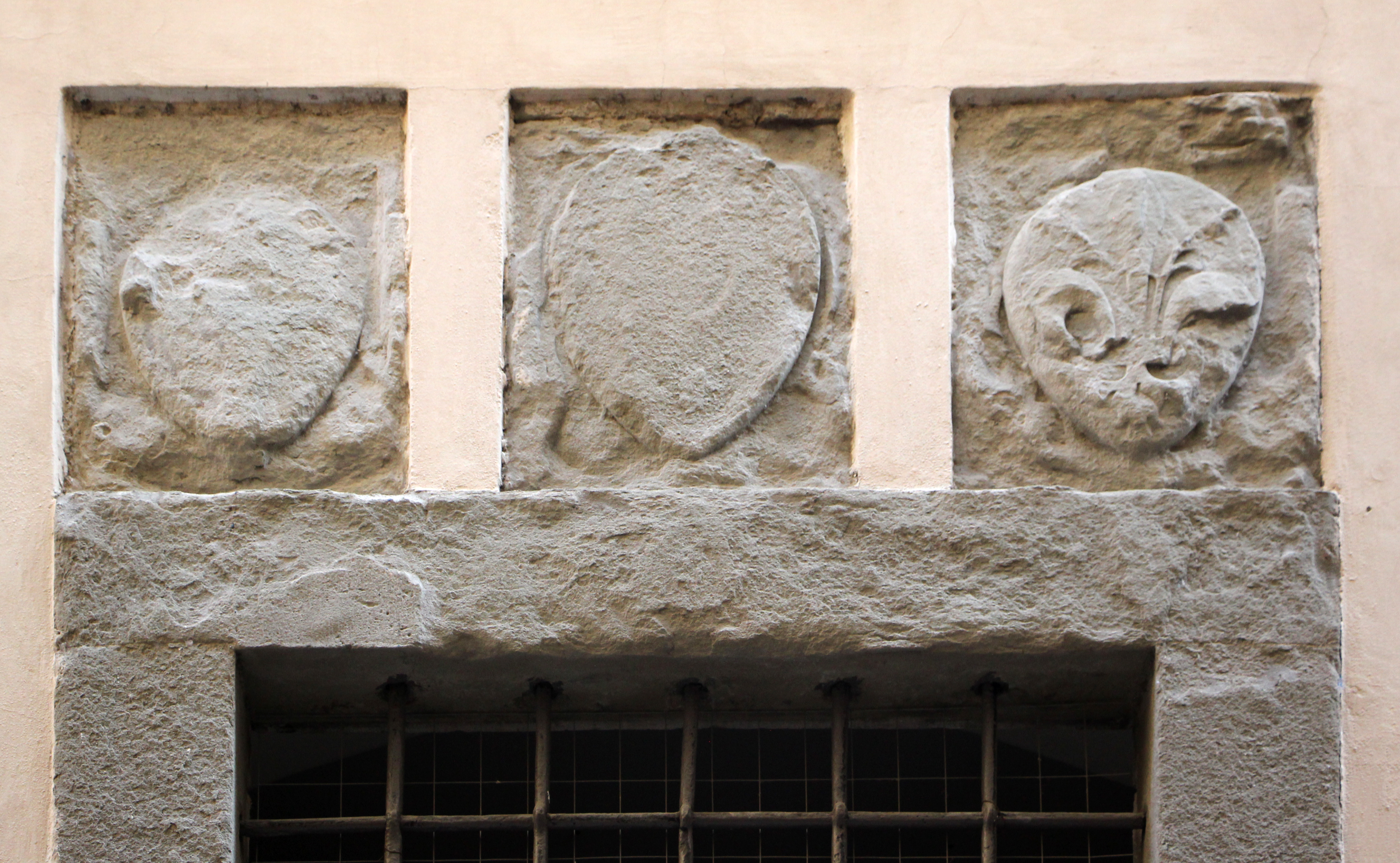
Stemmi già sulla sede di una delle Arti di Firenze

Intitolata alla famiglia dei Baroncelli che qui aveva le sue case e torri (per lo più atterrate per costruire la loggia), è documentata in realtà fino all'Ottocento come chiasso di Messer Bivigliano, forse il più importante membro del casato, di grandi ricchezze, morto nel 1327 e sepolto in Santa Croce. Ugualmente il luogo è talvolta attestato come chiasso dei Lanzi, in riferimento alla guardia personale di Cosimo I de' Medici, formata da 200 Lanzichenecchi qui acquartierata dal 1541. 
Anticamente qui ebbero la loro abitazione altre famiglie, come i Tigliamochi, i Gherardini, i Pulci, i Raugi. Sul lato est via avevano sede ben tre Arti, afferenti sul lato opposto sulla scomparsa "Corte della Zecca": dei Fabbri e Manescalchi, dei Maestri di Pietra e dei Calzolai. Difficili da individuare per via delle forti manomissioni legate alla nascita del palazzo degli Uffizi, sono forse tuttavia tracce di questi edifici pubblici gli stemmi abrasi che ancora si leggono in tre gruppi su questo lato della strada, in particolare quello di tre stemmi su quella che oggi è una finestrella, nel quale si riconosce in uno il Giglio fiorentino; nel 1972 Jacorossi vi descisse ancora quelli una Croce del Popolo e uno stemma della Parte Guelfa. In angolo con via Lambertesca vi era anche la residenza dell'Arte dei Legnaioli. 
Nella strada ebbe inoltre bottega il tessitore di velluti Michelangelo de' Rossi, padre del noto pittore Cecchino Salviati; in questo luogo gli adolescenti Cecchino e Giorgio Vasari nascosero il braccio del David di Michelangelo, rotto tre giorni prima, nei tumulti antimedicei che seguirono il Sacco di Roma il 26 aprile del 1527.

## Descrizione
Localizzato in una delle zone più frequentate dalle città storica, il chiasso, pavimentato a lastrico e sostanzialmente ben tenuto, offre la possibilità di un momentaneo isolamento dalla folla e di apprezzare uno scorcio urbano oltremodo suggestivo coi sei archetti rampanti, visibili in particolare in prossimità del chiasso del Buco.
Al n. 1 si trova quel che resta del palazzo Benini Formichi, riconoscibile per alcuni stemmi posti alle estremità della facciata. Al 5, in angolo con la piazza dei Baroncelli, una casa ha uno stemma Vecchietti o di altra famiglia simile.

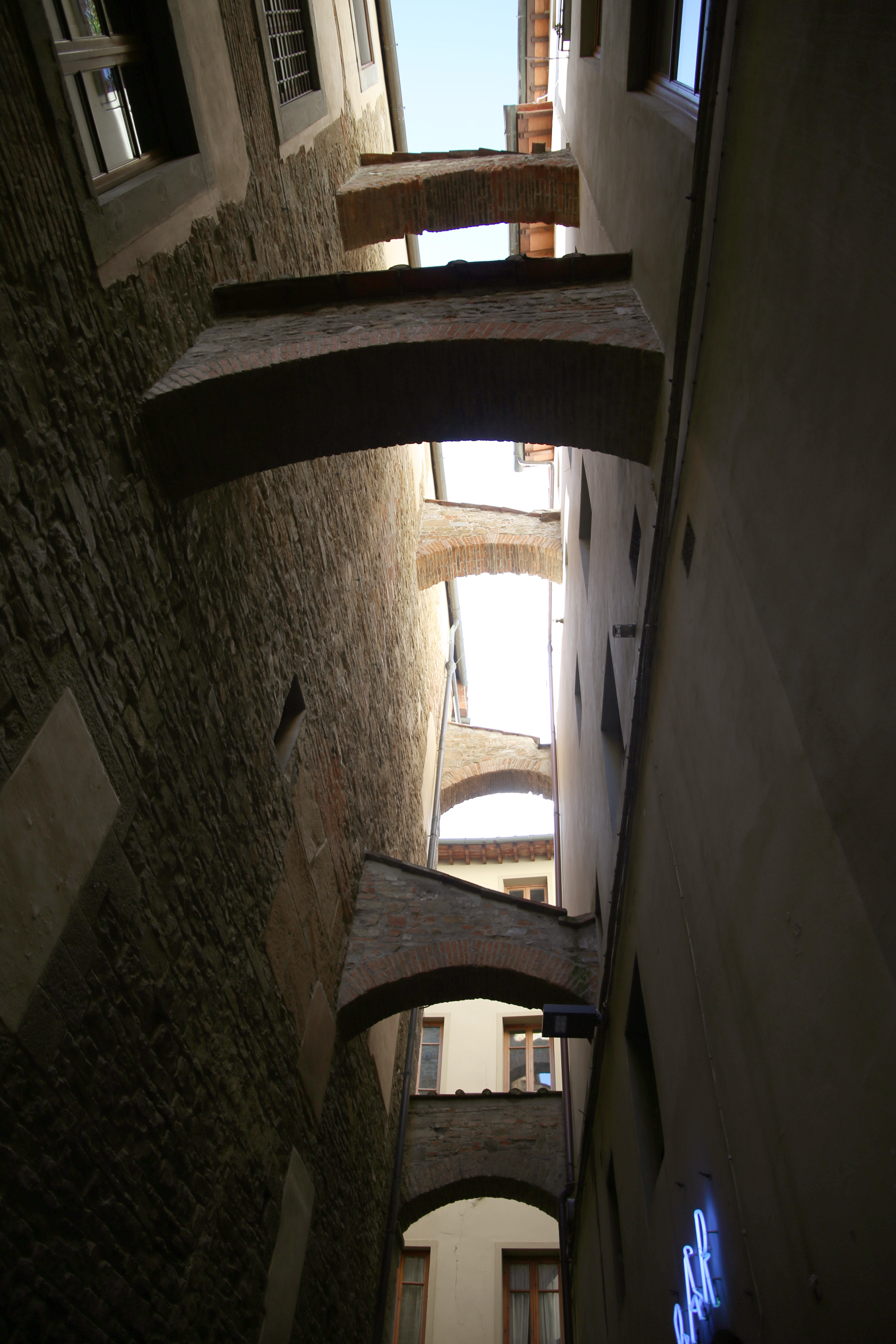
Gli archi rampanti
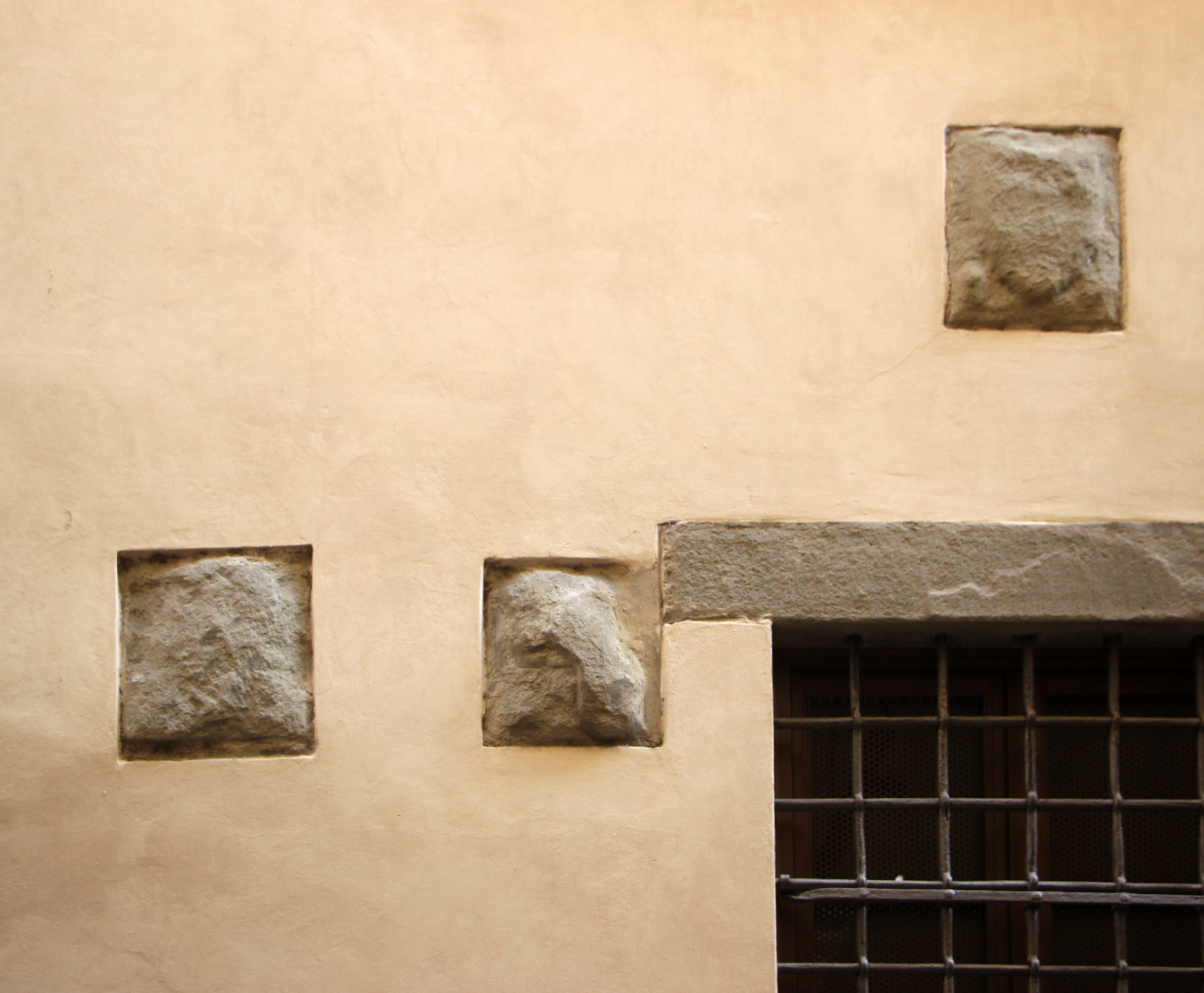
Altri stemmi delle Arti
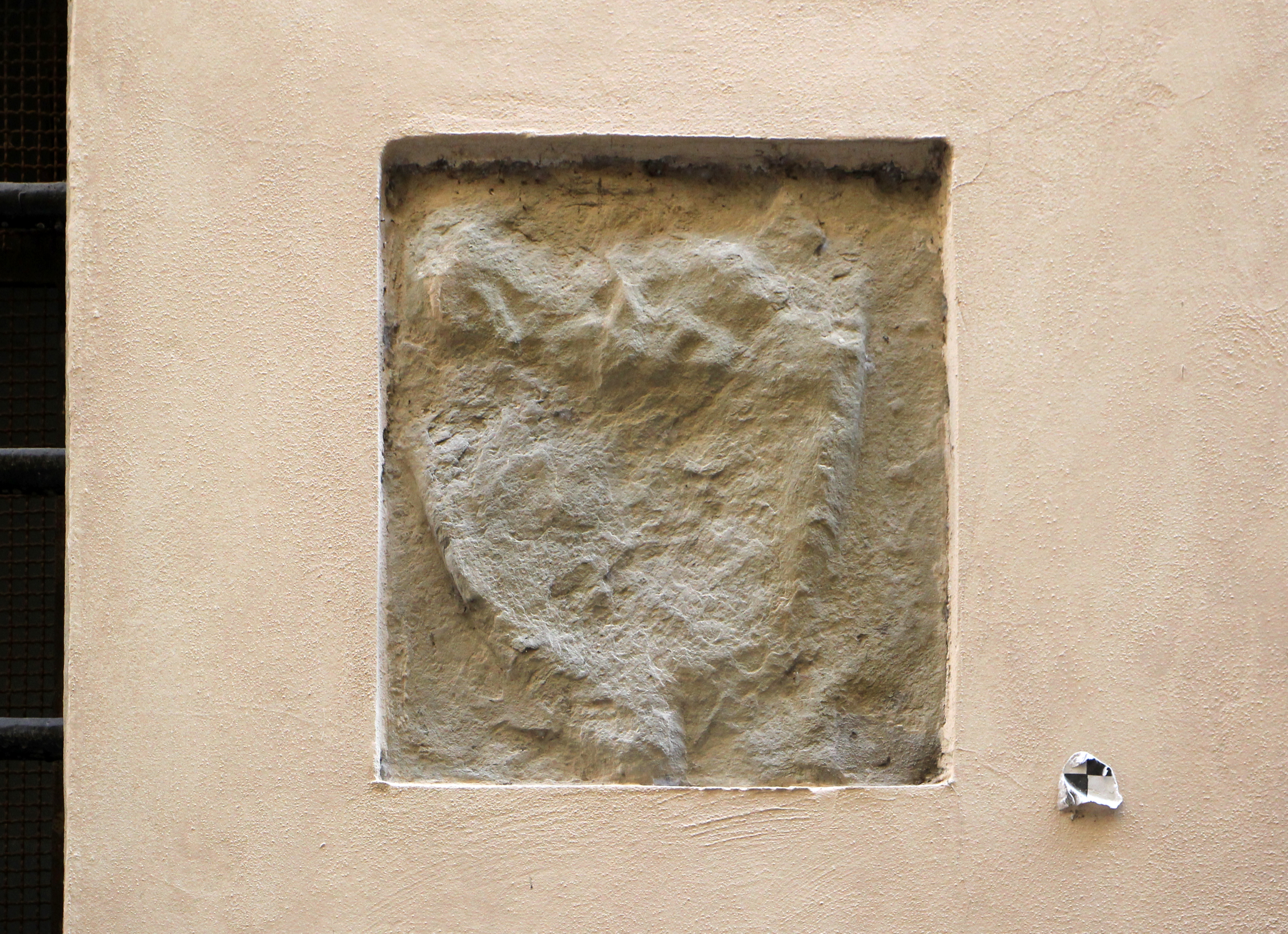
Stemma isolato, forse di un'Arte
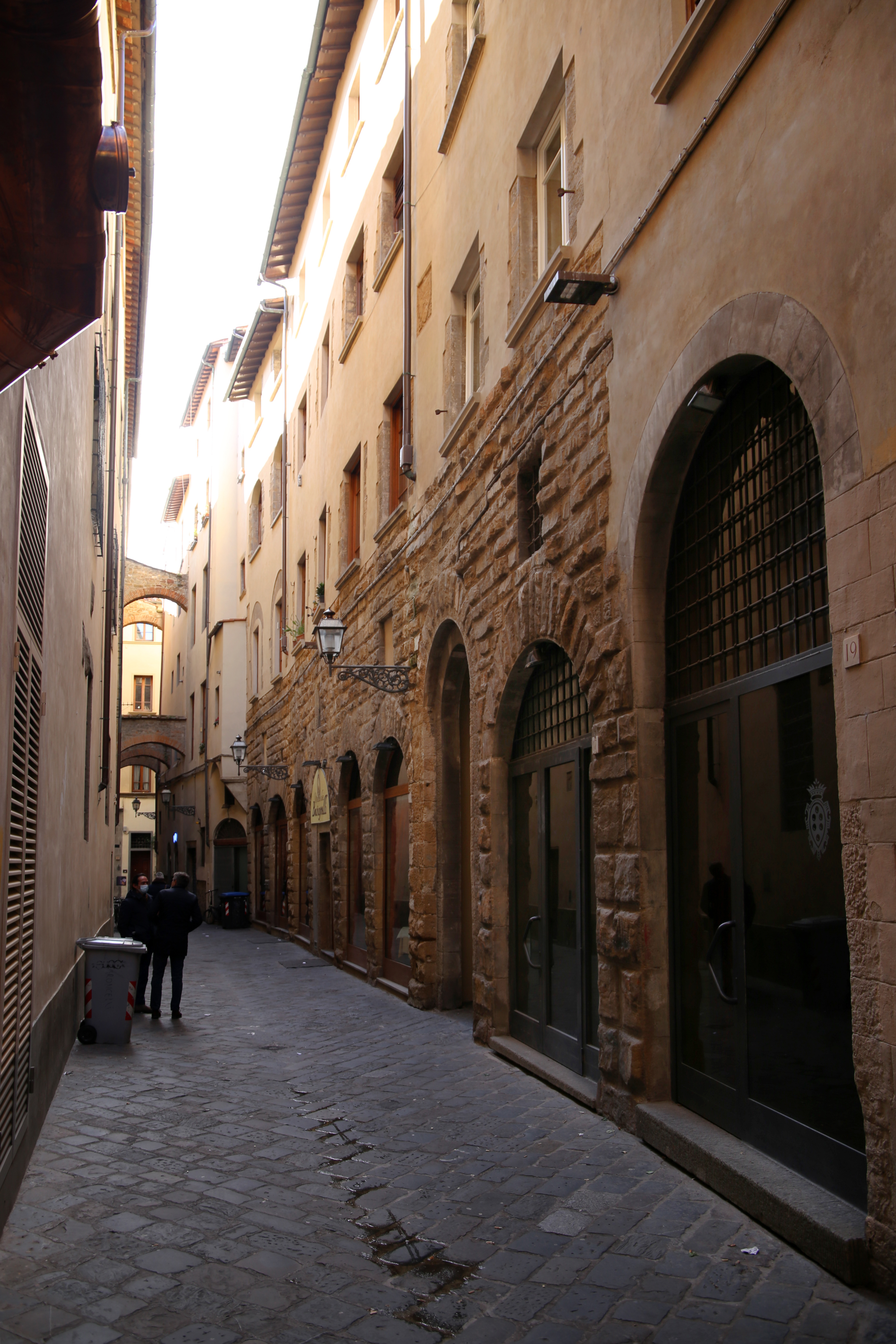
Palazzo Benini Formichi
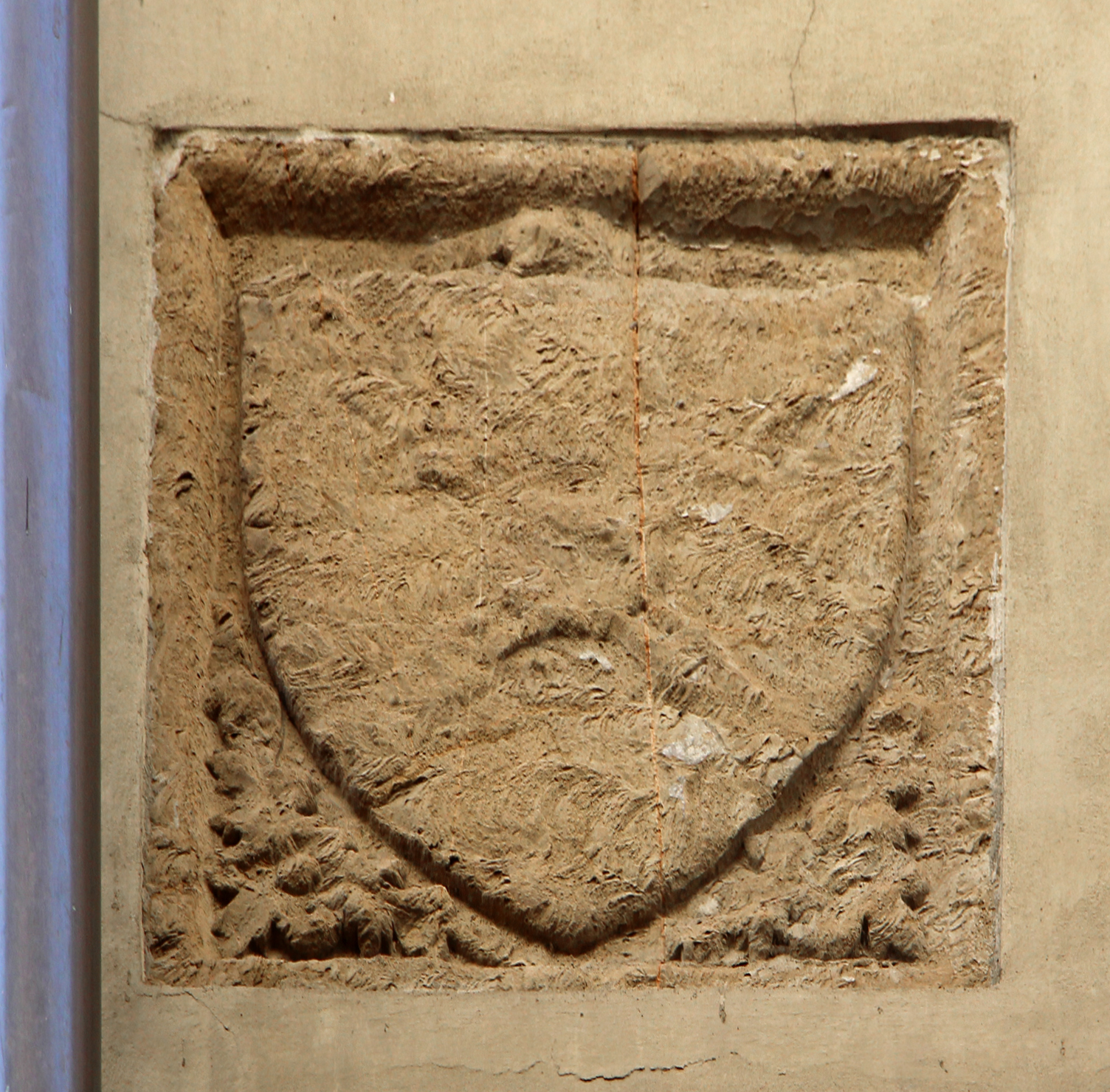
Stemma Benini Formichi
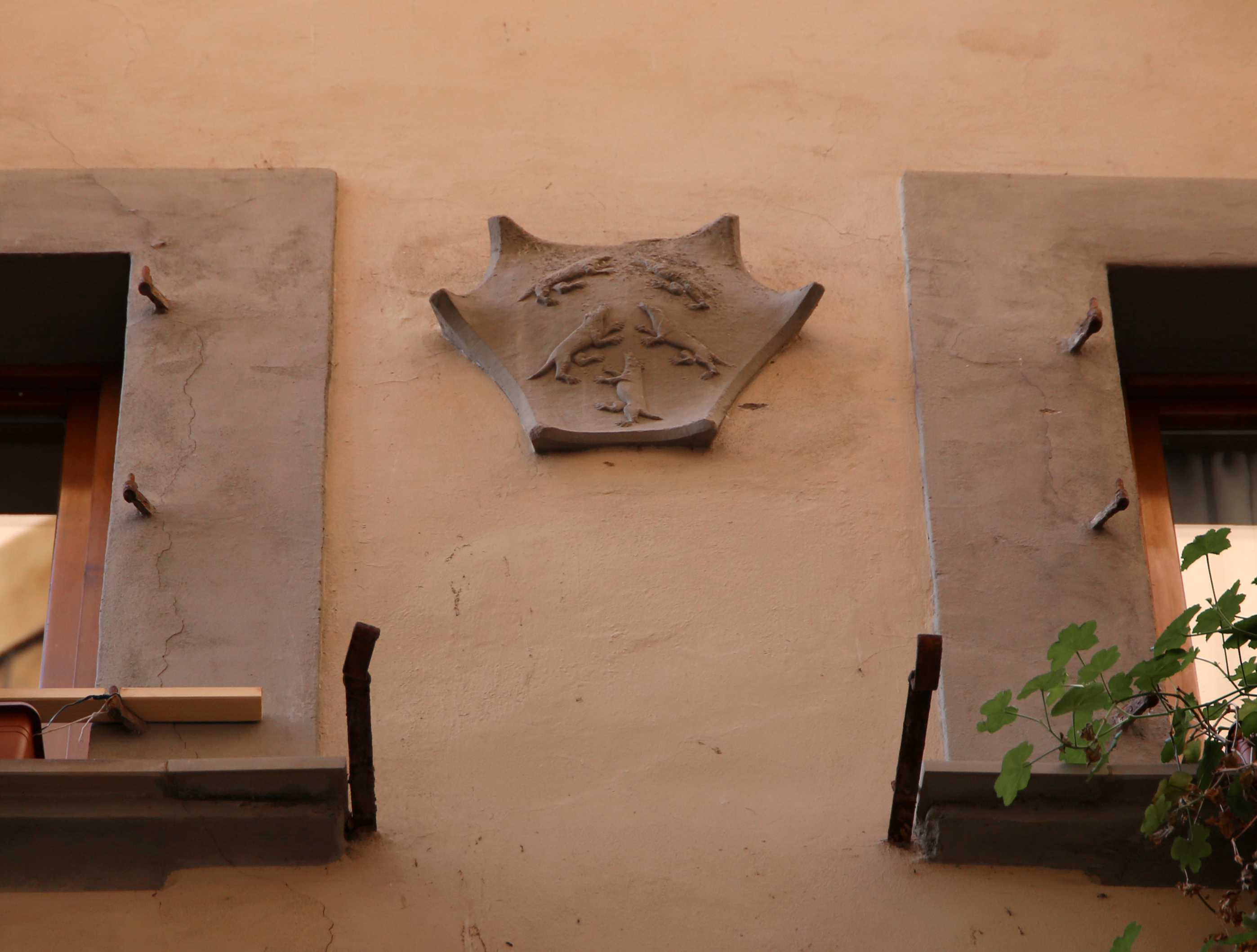
Stemma Vecchietti

### La piazzetta

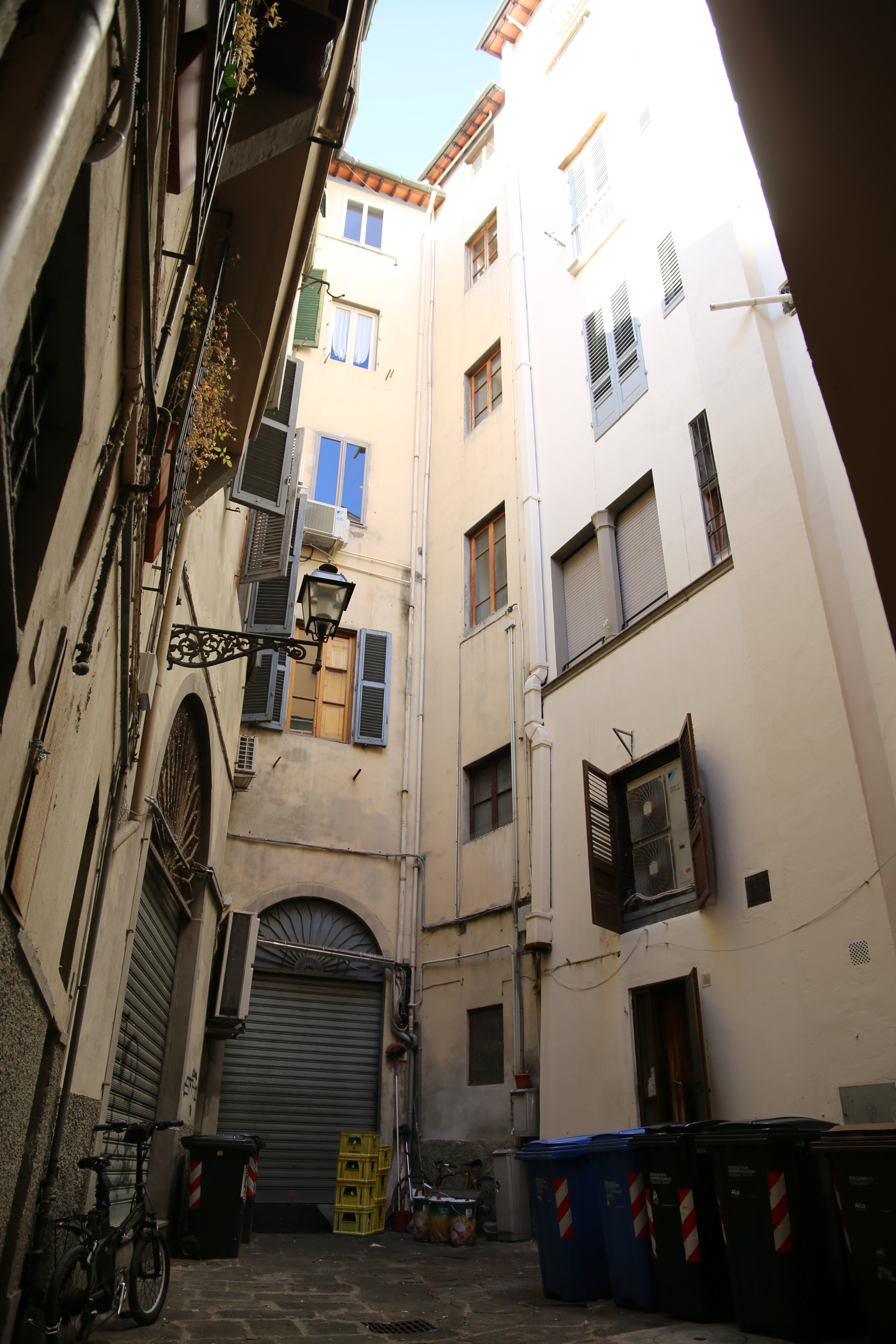
Piazza dei Baroncelli

Sul lato ovest della strada si apre, oltre un cancello, la piccola "piazza dei Baroncelli". Sebben oggi possa apparire come uno spoglio cortile interno degli edifici circostanti, anticamente qui si dipanavano due strette viuzze che portavano al chiasso del Buco e a via Vacchereccia, poi accecati dalla superfetazioni.

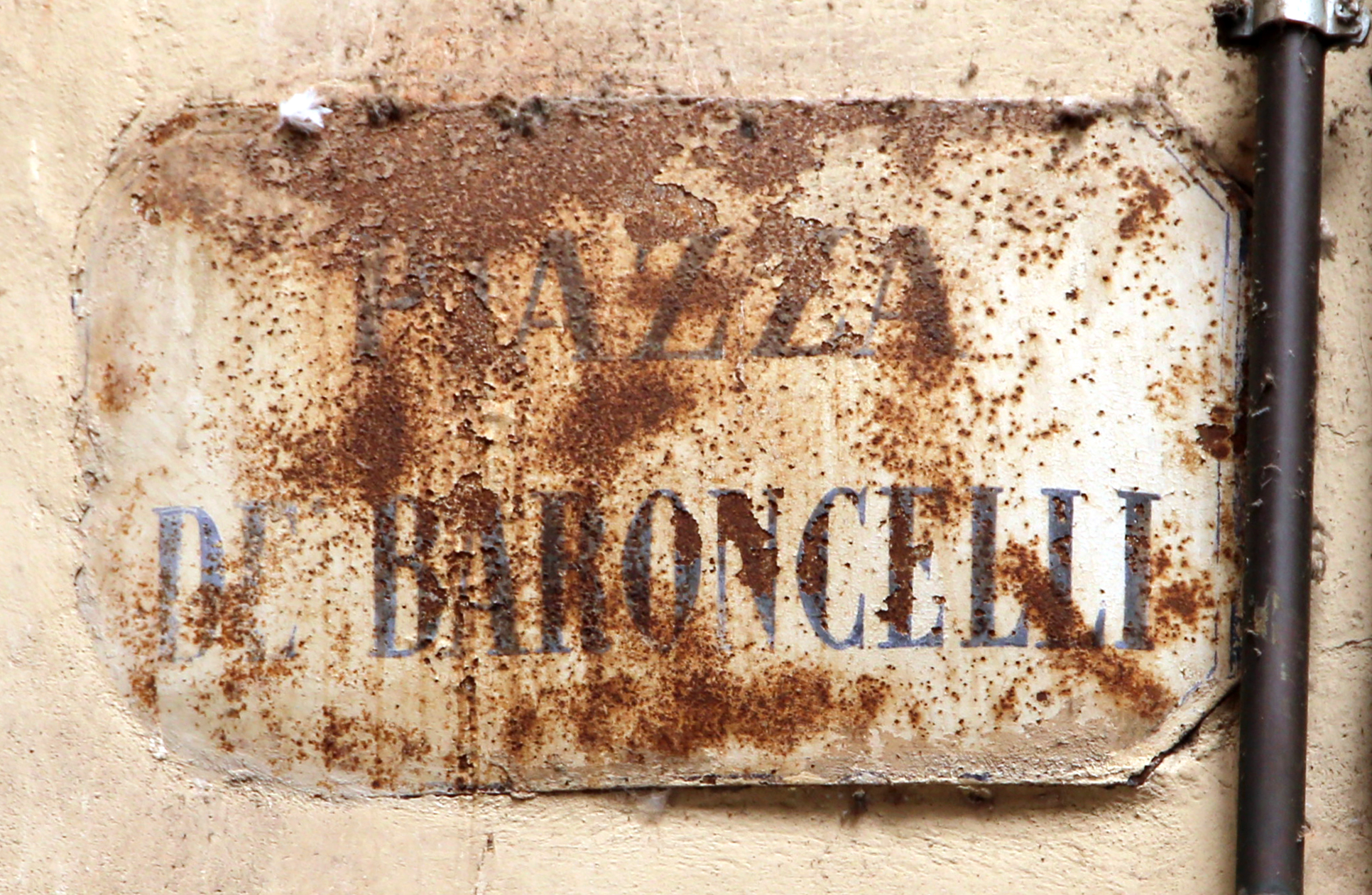
Placca consunta col nome della piazza
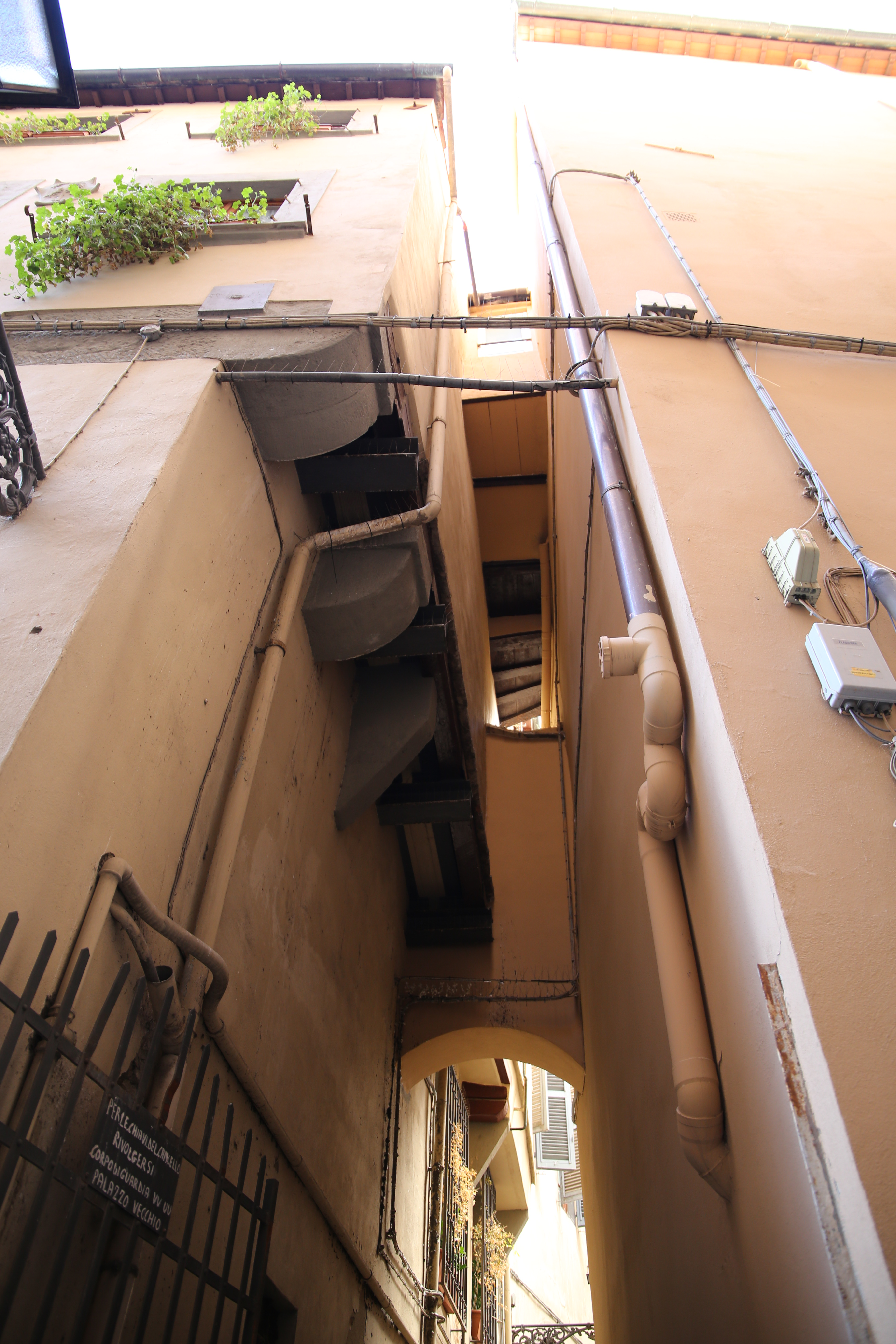
La volta di accesso
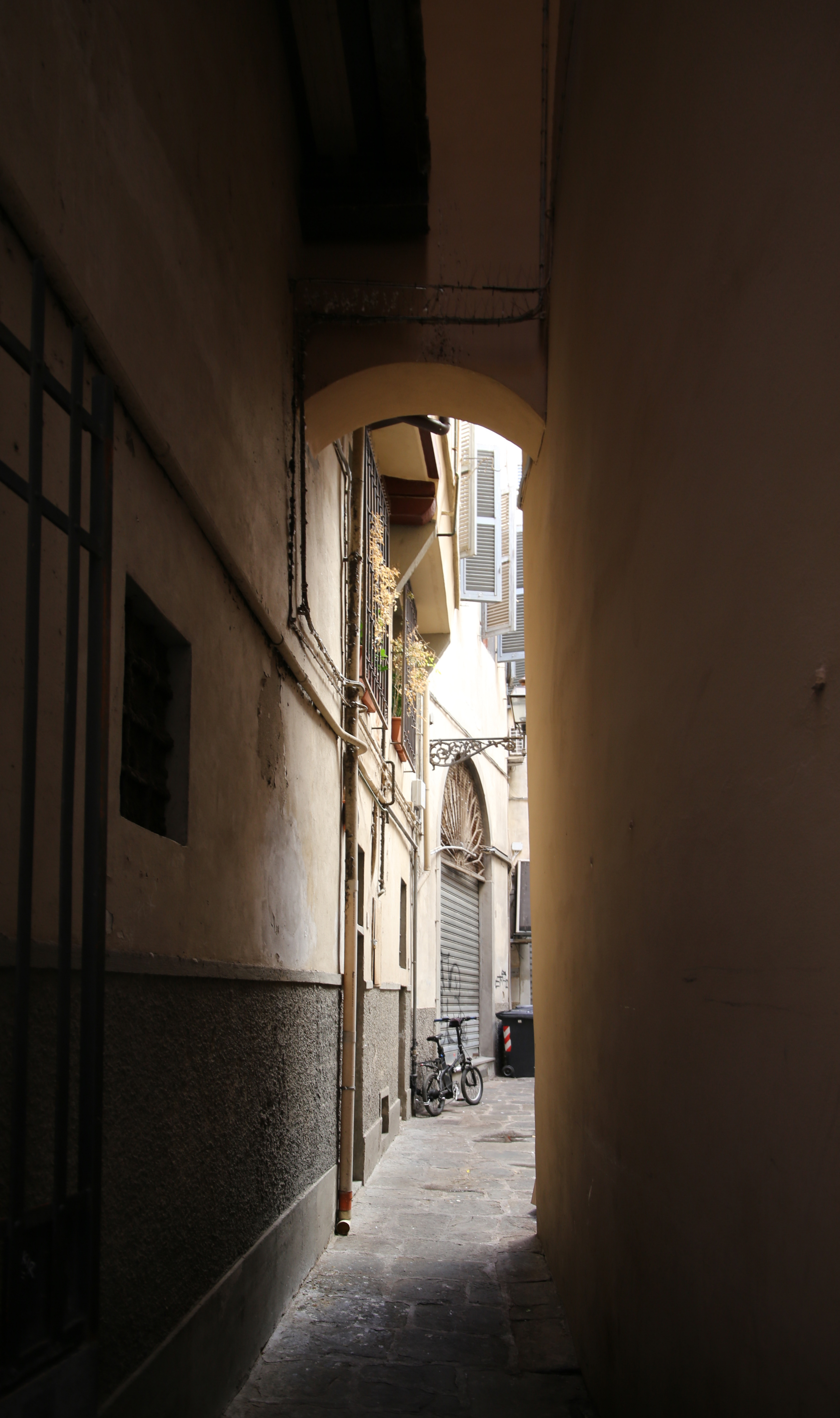
La volta di accesso